# Justus von Schmidt-Phiseldeck
Wilhelm Justus Eberhard von Schmidt-Phiseldeck (* 8. April 1769 in Wolfenbüttel; † 23. September 1851 ebenda) war ein braunschweigischer Staatsmann.

## Leben und Wirken
Er war Sohn des Juristen Christoph Schmidt genannt Phiseldeck (1740–1801). Die Familie wurde 1789 in den erblichen Adelsstand erhoben. Justus von Schmidt-Phiseldeck studierte in Helmstedt ebenfalls wie sein Vater Jura und trat 1795 in den braunschweigischen Staatsdienst. 1799 wurde er Konsistorial-, Grenz- und Lehnsrat sowie Archivar, 1806 Geheimer Sekretär im Ministerium und trat dann in Dienste des neu gegründeten Königreichs Westphalen. 1808 wurde er Appellationsrichter in Kassel, 1809 Staatsrat, 1810 zugleich Generaldirektor der indirekten Steuern und nach der Restauration des Herzogtums Braunschweig 1814 Mitglied des Geheimratskollegiums. Am Wiener Kongress nahm er als Gesandter des Herzogs Friedrich Wilhelm bis 1815 teil und erhielt nach dessen Tod am 16. Juni 1815 in der Schlacht bei Quatre-Bras vom Prinz-Regenten von England die Hauptleitung der Landesangelegenheiten übertragen. Er zog sich aber durch sein Verhalten den Hass des unmündigen Herzogs Karl II. zu, der ihn drei Jahre nach seinem Regierungsantritt 1826 wegen der Verweigerung der Herausgabe seiner mit dem König von England geführten Korrespondenz mit Verhaftung bedrohte. Schmidt-Phiseldeck ging nach Hannover, wo er Chef des Justizdépartements und 1832 Landdrost in Hildesheim wurde. Er kehrte aber 1840 in die Heimat zurück.

### Familie
Er heiratete am 24. April 1800 in Braunschweig Juliane Henriette Westensee (* 5. September 1769; † 25. Februar 1855). Das Paar hatte mehrere Kinder:
- Luise (* 20. April 1801; † 4. November 1865)
- Justus (* 9. März 1803; † 5. November 1856) ⚭ 1834 Helene Jacobi (* 8. Dezember 1811; † 11. November 1861)
- Julie (* 9. Januar 1804; † 10. Dezember 1854) ⚭ 1831 August von Geyso (* 2. April 1802; † 28. November 1861)
- Ernst (* 3. November 1806; † 17. Juli 1878), Oberamtsrichter ⚭ 1842 Amalie von Kaufmann (* 2. Dezember 1822; † 29. Dezember 1896)